# ندى معوض
ندى معوض (مواليد 12 أبريل 1998) هي لاعبة كرة طائرة شاطئية مصرية، مثّلت مصر في أولمبياد ريو دي جانيرو 2016 وحلت مع رفيقتها دعاء الغباشي في المركز التاسع عشر والأخير.

## روابط خارجية
- ندى معوض على موقع الاتحاد الدولي beach volleyball database (الإنجليزية)
- ندى معوض على موقع قاعدة بيانات الكرة الطائرة الشاطئية (الإنجليزية)
- ندى معوض على موقع عالم الكرة الطائرة (الإنجليزية)
- ندى معوض على موقع اللجنة الأولمبية الدولية (الإنجليزية)
- ندى معوض على موقع أوليمبيديا (الإنجليزية)